# Rudolf Felder

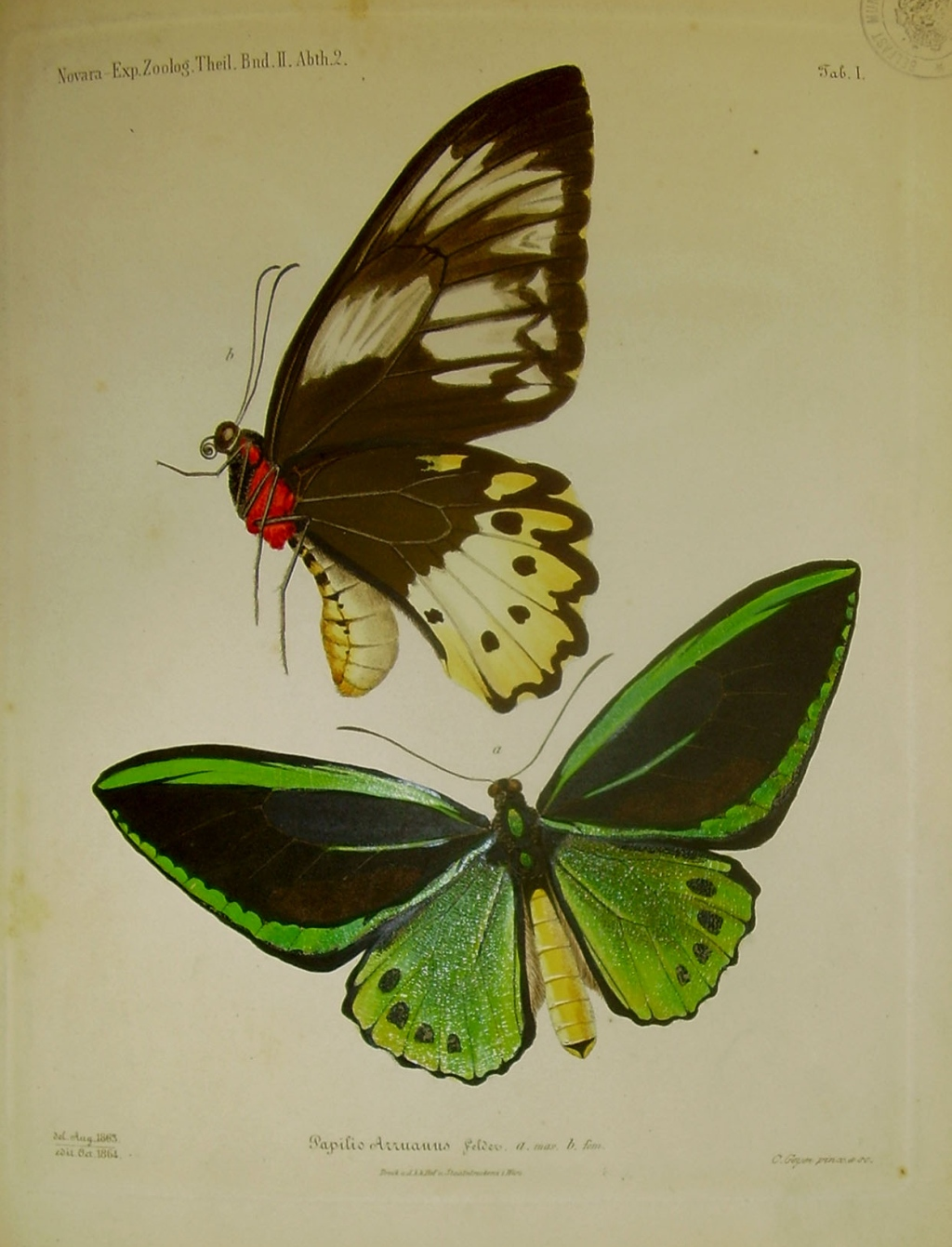
Ilustración del trabajo que se encuentra en Reise Fregatte Novara: Zoologischer Theil, Lepidoptera, Rhopalocera

Rudolf Felder o Rudolf von Cayetan Felder (2 de mayo de 1842 en Viena - ibíd. 29 de marzo de 1871) fue un jurista y entomólogo austríaco. Estaba principalmente interesado en los lepidópteros. Así, con su padre, Baron Cajetan von Felder lograron una gran colección.

## Obras
- Conjuntamente con su padre, Baron Cajetan von Felder, Lepidopterologische Fragmente. Wiener Entomologische Monatschrift 3:390–405. (1859).[2]
- Sitzungsberichten der k. Akademie der Wissenschaften zu Wien, (1860-1861).
- Junto a su padre y a Alois Friedrich Rogenhofer "Reise Fregatte Novara: Zoologischer Theil., Lepidoptera, Rhopalocera" (1864).[3]
- "Lepidoptero Logicae" Junto a C Felder[4]

## Abreviatura (zoología)
La abreviatura Felder  se emplea para indicar a Rudolf Felder como autoridad en la descripción y taxonomía en zoología.